# 乙訓郡
- 日本 > 近畿地方 > 京都府 > 乙訓郡
- 令制国一覧 > 畿内 > 山城国 > 乙訓郡

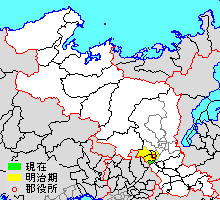
京都府乙訓郡の位置（緑：大山崎町 水色：後に他郡から編入した区域）

乙訓郡（おとくにぐん）は、京都府（山城国）の郡。
人口16,184人、面積5.97km²、人口密度2,711人/km²。（2025年5月1日、推計人口）
以下の1町を含む。
- 大山崎町（おおやまざきちょう）

## 郡域
1879年（明治12年）に行政区画として発足した当時の郡域は、上記1町のほか、以下の区域にあたる。
- 京都市
  - 伏見区の一部（久我各町・羽束師各町・旧淀村（淀樋爪町、淀水垂町、淀大下津町））
  - 南区の一部（久世各町）
  - 西京区の一部（大枝各町・大原野各町）
- 向日市、長岡京市の全域

## 近代以前の沿革
長岡京や山城国国府などが置かれ、また戦国時代末期には勝竜寺城、江戸時代にも淀城が当郡内に建設されるなど山城国中部を治める要地とされた。そのためか山崎の戦いといった歴史に名高い戦いが本郡で行われた。

### オトクニの語源
和銅6年（713年）の好字改正令によって弟国郡から乙訓郡に改められた。
前身の弟国郡は大宝元年（701年）の大宝令により設置されたものだが、弟国を「弟の国」と解釈し「兄の国」＝エクニ（兄国）から分割されたと考えられる。兄国の所在について従来より様々な説が唱えられてきたが葛野郡（現在の京都市西部）とみる説がある。
その分割の時期は大宝令施行と同時に葛野郡から分割されたとの説が1955年に出されて有力であったが、1980年に藤原宮跡から「弟国評鞆岡三」と書かれた木簡が出土して、大宝以前の「評」制の時代から存在したことが判明し、分割時期を大宝令施行時とした説を唱えた黛弘道も1982年に自説を修正した。現在では藤原京以前、7世紀の後半の分割だと考えられている。
そのほか「オトクニ」の語源を「弟の国」以外に求めた堕国（おちくに）説、少国（おぐに）説なども存在する。
『古事記』では、四道将軍の一人で、丹波に派遣された美知能宇斯王（みちのうしのみこ）の末娘の円野比売命（まとのひめのみこと）が、天皇の妃に選ばれなかったことを恥じて、丹波への帰路、淵に身投げをしたことから、そこを「堕国」（おちくに）と言った、と乙訓地名の由来譚を語っている。

### 郷
『和名類聚抄（高山寺本）』に記される郡内の郷は次の11郷。かっこ内は訓読み。
- 山埼郷（夜末佐岐）
- 鞆罡郷（度毛乎賀）
- 長罡郷
- 大江郷（於保江）
- 物集郷（毛豆女）
- 訓世郷（郡勢）
- 榎本郷
- 羽束郷（波豆賀之）
- 石作郷（以之都久利）
- 石川郷
- 長井郷

『和名類聚抄（元和古活字那波道圓本）』では9郷の記載がある。
- 山埼
- 鞆岡
- 長井
- 大江
- 物集
- 訓世
- 榎本
- 羽束
- 石作

### 式内社
『延喜式』神名帳に記される郡内の式内社。
| 神名帳                            | 神名帳                           | 神名帳 | 神名帳              | 比定社               | 比定社                         | 比定社         | 集成 |
| 社名                              | 読み                             | 格     | 付記                | 社名                 | 所在地                         | 備考           | 集成 |
| --------------------------------- | -------------------------------- | ------ | ------------------- | -------------------- | ------------------------------ | -------------- | ---- |
| 乙訓郡 19座（大5座・小14座）      |                                  |        |                     |                      |                                |                |      |
| 羽束師坐高御産日神社              | ハヅカシニマスタカミムスヒノ     | 大     | 月次新嘗            | 羽束師坐高御産日神社 | 京都府京都市伏見区羽束師志水町 |                |      |
| 与杼神社                          | ヨドノ                           | 小     |                     | 與杼神社             | 京都府京都市伏見区淀本町       |                |      |
| 大井神社                          | オホイノ オホヰノ                | 小     |                     | （論）大井神社       | 京都府京都市右京区嵯峨         |                |      |
| 乙訓坐火雷神社 （乙訓坐大雷神社） | オトクニニマスオホイカツチノ     | 名神大 | 月次新嘗            | （論）角宮神社       | 京都府長岡京市井ノ内           |                |      |
| 乙訓坐火雷神社 （乙訓坐大雷神社） | オトクニニマスオホイカツチノ     | 名神大 | 月次新嘗            | （参）合祀：向日神社 | 京都府向日市向日町             |                |      |
| 石作神社                          | イシツクリノ                     | 小     |                     | 合祀：大歳神社       | 京都府京都市西京区大原野灰方町 |                |      |
| 走田神社                          | ハシリタノ                       | 小     |                     | 走田神社             | 京都府長岡京市奥海印寺         |                |      |
| 御谷神社                          | ミタニノ                         | 小     |                     | 御谷神社             | 京都府長岡京市浄土谷           |                |      |
| 国中神社                          | クナカノ                         | 小     |                     | 綾戸國中神社         | 京都府京都市南区久世上久世町   |                |      |
| 向神社                            | ムカヘノ ムカフノ                | 小     |                     | 向日神社             | 京都府向日市向日町             |                |      |
| 大歳神社                          | オホトシノ                       | 大     | 月次新嘗            | 大歳神社             | 京都府京都市西京区大原野灰方町 |                |      |
| 茨田神社                          | マタノ                           | 小     |                     | （参）茨田神社       | 京都府京都市南区久世築山町     | 菱妻神社境内社 |      |
| 石井神社                          | イハイノ イハヰノ                | 小     |                     | 石井神社             | 京都府京都市西京区大原野石作町 |                |      |
| 神川神社                          | カムカハノ                       | 小     |                     | 神川神社             | 京都府京都市伏見区羽束師鴨川町 |                |      |
| 久何神社                          | コガノ クカノ                    | 小     |                     | 久我神社             | 京都府京都市伏見区久我森ノ宮町 |                |      |
| 簀原神社                          | スハラノ                         | 小     |                     | （参）簀原神社       | 京都府京都市南区久世築山町     | 菱妻神社境内社 |      |
| 小倉神社                          | ヲクラノ                         | 大     | 月次新嘗            | 小倉神社             | 京都府乙訓郡大山崎町円明寺     |                |      |
| 入野神社                          | イリノ                           | 小     |                     | 入野神社             | 京都府京都市西京区大原野上羽町 |                |      |
| 自玉手祭来酒解神社                | タマテヨリマツリキタルサカトケノ | 名神大 | 月次新嘗 元名山埼社 | 自玉手祭来酒解神社   | 京都府乙訓郡大山崎町天王       |                |      |
| 神足神社                          | カウダニノ カムタリ              | 小     |                     | 神足神社             | 京都府長岡京市東神足           |                |      |
| 凡例を表示                        |                                  |        |                     |                      |                                |                |      |

## 近代以降の沿革
- 「旧高旧領取調帳」に記載されている明治初年時点での支配は以下の通り。幕府領は代官小堀数馬が管轄。なお大山崎庄に隣接する山崎村は歴史的には摂津国島上郡所属であるが、大山崎庄の一部とともに離宮八幡宮領であったため、寺社領廃止の際に所轄国郡が曖昧のまま京都府の管轄となった。明治4年に国境・府境を巡って山崎村の住民の訴えがあり、明治6年10月5日に大阪府管轄となることで決着した[5]。「旧高旧領取調帳」では山崎村は島上郡所属として扱われており、本表では省く。（1町51村）

| 村名       | 皇 室 領 | 宮 家 領 | 門 跡 領 | 公 家 領 | 女 官 領 | 地 下 役 人 領 | 北 面 衆 領 | 幕 府 領 | 京 都 守 護 職 役 知 | 旗 本 領 | 寺 社 領 | その他           |
| ---------- | -------- | -------- | -------- | -------- | -------- | -------------- | ----------- | -------- | -------------------- | -------- | -------- | ---------------- |
| 大藪村     |          |          |          | 〇       |          |                |             | 〇       |                      |          |          | 神官吉見家領     |
| 下久世村   |          |          |          | 〇       | 〇       |                |             | 〇       |                      | 〇       | 〇       |                  |
| 中久世村   |          |          |          | 〇       |          |                |             |          |                      |          |          |                  |
| 上久世村   | 〇       | 〇       | 〇       | 〇       | 〇       |                |             |          | 〇                   |          | 〇       |                  |
| 築山村     |          |          |          | 〇       | 〇       |                |             |          | 〇                   |          |          | 本阿弥家領       |
| 東土川村   |          |          |          | 〇       |          | 〇             |             |          |                      |          | 〇       |                  |
| 菱川村     |          |          |          |          |          | 〇             |             |          | 〇                   |          | 〇       |                  |
| 志水村     |          |          |          | 〇       |          |                |             | 〇       |                      |          |          |                  |
| 古川村     |          |          |          |          |          |                |             | 〇       |                      |          |          |                  |
| 樋爪村     |          |          |          | 〇       |          |                |             |          |                      |          | 〇       |                  |
| 赤日村     |          |          |          |          |          |                |             | 〇       |                      |          |          |                  |
| 石倉村     |          |          |          | 〇       |          | 〇             |             |          |                      |          |          |                  |
| 鴨川村     |          |          |          |          |          | 〇             | 〇          | 〇       |                      |          | 〇       |                  |
| 久我村     | 〇       |          |          | 〇       |          | 〇             | 〇          |          | 〇                   |          | 〇       |                  |
| 物集女村   | 〇       |          | 〇       | 〇       |          |                |             | 〇       |                      |          | 〇       |                  |
| 鶏冠井村   |          | 〇       |          | 〇       | 〇       |                |             | 〇       |                      |          |          |                  |
| 西土川村   |          |          |          | 〇       |          |                |             |          |                      |          |          |                  |
| 白井村     |          |          |          | 〇       | 〇       | 〇             |             |          |                      |          |          |                  |
| 寺戸村     | 〇       |          | 〇       | 〇       | 〇       |                |             | 〇       |                      |          | 〇       | 白銀師松村家領   |
| 上植野村   | 〇       |          | 〇       | 〇       |          |                |             | 〇       |                      |          | 〇       |                  |
| 神足村     |          |          | 〇       |          | 〇       |                |             |          | 〇                   |          | 〇       |                  |
| 古市村     |          |          |          |          |          |                |             |          | 〇                   |          | 〇       |                  |
| 勝竜寺村   |          |          |          |          |          |                |             |          | 〇                   | 〇       | 〇       |                  |
| 友岡村     |          |          |          | 〇       | 〇       |                |             |          |                      |          | 〇       |                  |
| 馬場村     |          |          |          | 〇       |          |                |             |          |                      |          | 〇       |                  |
| 開田村     |          | 〇       |          | 〇       |          |                |             |          |                      |          |          |                  |
| 円明寺村   |          |          | 〇       | 〇       |          |                |             |          |                      |          | 〇       |                  |
| 調子村     |          |          |          | 〇       |          |                |             |          |                      |          |          | 随身調子家領     |
| 下植野村   |          |          |          | 〇       |          |                |             | 〇       |                      |          |          |                  |
| 大山崎庄   |          |          |          | 〇       |          |                |             |          |                      |          | 〇       |                  |
| 井之内村   |          |          |          | 〇       |          |                |             |          |                      |          |          |                  |
| 今里村     | 〇       | 〇       |          | 〇       | 〇       |                |             |          |                      |          | 〇       |                  |
| 粟生村     |          |          |          | 〇       |          |                |             | 〇       |                      |          |          |                  |
| 長法寺村   |          |          |          |          | 〇       |                | 〇          |          |                      |          |          | 神官梨木家領     |
| 奥海印寺村 |          |          |          | 〇       | 〇       |                |             |          |                      |          |          |                  |
| 下海印寺村 |          | 〇       |          |          |          |                |             |          |                      |          |          |                  |
| 金ヶ原村   |          | 〇       |          |          |          |                |             |          |                      |          |          |                  |
| 灰方村     | 〇       |          |          |          | 〇       |                |             | 〇       |                      |          | 〇       | 奥医師今大路家領 |
| 塚原村     |          |          |          |          |          |                | 〇          | 〇       |                      |          | 〇       | 神官梨木家領     |
| 出灰村     |          |          |          | 〇       |          |                |             |          |                      |          |          |                  |
| 外畑村     | 〇       |          |          |          |          | 〇             |             |          |                      |          |          |                  |
| 石見上里村 | 〇       |          |          | 〇       | 〇       |                |             |          |                      |          | 〇       |                  |
| 上羽村     |          |          |          |          |          |                |             |          |                      |          | 〇       |                  |
| 長峯村     |          |          |          |          |          |                |             |          |                      |          |          | 奥医師今大路家領 |
| 坂本村     |          |          |          | 〇       |          | 〇             |             |          |                      |          |          |                  |
| 灰谷村     |          |          |          |          |          |                |             |          |                      |          |          | 奥医師今大路家領 |
| 小塩村     |          |          |          | 〇       |          |                |             |          |                      |          |          |                  |
| 大原野村   | 〇       |          |          | 〇       |          |                |             |          | 〇                   |          |          |                  |
| 沓掛村     |          |          |          | 〇       | 〇       |                |             | 〇       |                      |          | 〇       |                  |
| 浄土谷村   | 〇       |          |          |          |          |                |             |          |                      |          |          |                  |
| 長野新田   |          |          |          |          |          |                |             |          | 〇                   |          |          |                  |
| 牛ヶ瀬村   |          |          |          |          |          |                |             | 〇       |                      |          |          |                  |
| 向日町     | 〇       |          |          |          |          |                |             |          |                      |          |          |                  |

- 慶応4年
  - 2月19日（1868年3月12日） - 京都裁判所の管轄となる。
  - 閏4月25日（1868年6月15日） - 京都府の管轄となる。
- 明治6年（1873年）10月5日 - 摂津国島上郡と山城国乙訓郡との間で所属が曖昧であった山崎村が大阪府管轄となり、所属郡も摂津国島上郡で確定する[5]。
- 明治7年（1874年）（1町49村）
  - 下久世村・中久世村が合併して久世村となる。
  - 西土川村・白井村が合併して森本村となる。
- 明治8年（1875年） - 灰方村・長峯村・西坂本村・灰谷村が合併して石作村となる。（1町46村）
- 明治9年（1876年） - 石倉村が久我村に、古市村が神足村に、牛ヶ瀬村が葛野郡牛ヶ瀬村にそれぞれ合併。（1町43村）
- 明治12年（1879年）4月10日 - 郡区町村編制法の京都府での施行により、行政区画としての乙訓郡が発足。郡役所が向日町に設置。

### 町村制以降の沿革

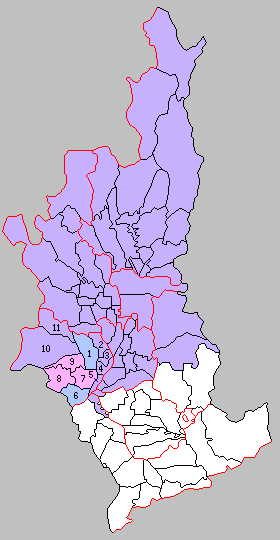
1.向日町 2.久世村 3.久我村 4.羽束師村 5.淀村 6.大山崎村 7.新神足村 8.海印寺村 9.乙訓村 10.大原野村 11.大枝村（紫：京都市 桃：長岡京市 青：合併なし）

- 明治22年（1889年）4月1日 - 町村制の施行により、以下の町村が発足。（1町10村）
  - 向日町 ← 向日町、鶏冠井村、上植野村、森本村、寺戸村、物集女村（現・向日市）
  - 久世村 ← 上久世村、久世村、大藪村、築山村、東土川村（現・京都市南区）
  - 久我村（単独村制。現・京都市伏見区）
  - 羽束師村 ← 鴨川村、志水村、菱川村、古川村（現・京都市伏見区）
  - 淀村 ← 樋爪村、紀伊郡水垂村、大下津村（現・京都市伏見区）
  - 大山崎村 ← 大山崎荘、円明寺村、下植野村（現・大山崎町）
  - 新神足村 ← 馬場村、開田村、神足村、勝竜寺村、友岡村、調子村（現・長岡京市）
  - 海印寺村 ← 下海印寺村、奥海印寺村、金ヶ原村、浄土谷村（現・長岡京市）
  - 乙訓村 ← 長法寺村、粟生村、今里村、井ノ内村（現・長岡京市）
  - 大原野村 ← 石見上里村、上羽村、小塩村、石作村、大原野村、外畑村、出灰村（現・京都市西京区）
  - 大枝村 ← 塚原村、沓掛村、長野新田（現・京都市西京区）
- 大正12年（1923年）4月1日 - 郡会が廃止。郡役所は存続。
- 大正15年（1926年）7月1日 - 郡役所が廃止。以降は地域区分名称となる。
- 昭和11年（1936年）2月11日 - 淀村が久世郡淀町に編入。（1町9村）
- 昭和17年（1942年）7月1日 - 「北山城地方事務所」が京都市に設置され、愛宕郡・葛野郡とともに管轄。
- 昭和24年（1949年）10月1日 - 乙訓村・新神足村・海印寺村が合併して長岡町が発足。（2町6村）
- 昭和25年（1950年）12月1日（2町3村）
  - 久我村・羽束師村が京都市に編入。伏見区の一部となる。
  - 大枝村が京都市に編入。右京区の一部となる。
- 昭和34年（1959年）11月1日（2町1村）
  - 大原野村が京都市に編入。右京区の一部となる。
  - 久世村が京都市に編入。南区の一部となる。
- 昭和42年（1967年）11月3日 - 大山崎村が町制施行して大山崎町となる。（3町）
- 昭和47年（1972年）10月1日（1町）
  - 向日町が市制施行して向日市となり、郡より離脱。
  - 長岡町が市制施行・改称して長岡京市となり、郡より離脱。

#### 変遷表
| 明治22年 - 大正15年 | 昭和元年 - 昭和20年              | 昭和21年 - 昭和30年                | 昭和31年 - 昭和40年                | 昭和41年 - 昭和50年      | 昭和51年 - 昭和64年         | 平成元年 - 現在 | 現在     |
| ------------------- | -------------------------------- | ---------------------------------- | ---------------------------------- | ------------------------ | --------------------------- | --------------- | -------- |
| 向日町              | 向日町                           | 向日町                             | 向日町                             | 昭和47年10月1日 向日市   | 向日市                      | 向日市          | 向日市   |
| 乙訓村              | 乙訓村                           | 昭和24年10月1日 長岡町             | 長岡町                             | 昭和47年10月1日 長岡京市 | 長岡京市                    | 長岡京市        | 長岡京市 |
| 新神足村            | 新神足村                         | 昭和24年10月1日 長岡町             | 長岡町                             | 昭和47年10月1日 長岡京市 | 長岡京市                    | 長岡京市        | 長岡京市 |
| 海印寺村            | 海印寺村                         | 昭和24年10月1日 長岡町             | 長岡町                             | 昭和47年10月1日 長岡京市 | 長岡京市                    | 長岡京市        | 長岡京市 |
| 大山崎村            | 大山崎村                         | 大山崎村                           | 大山崎村                           | 昭和42年11月3日 大山崎町 | 大山崎町                    | 大山崎町        | 大山崎町 |
| 久世村              | 久世村                           | 久世村                             | 昭和34年11月1日 京都市南区に編入   | 京都市 南区              | 京都市 南区                 | 京都市 南区     | 京都市   |
| 大原野村            | 大原野村                         | 大原野村                           | 昭和34年11月1日 京都市右京区に編入 | 京都市 右京区            | 昭和51年 京都市西京区に分区 | 京都市 西京区   | 京都市   |
| 大枝村              | 大枝村                           | 昭和25年12月1日 京都市右京区に編入 | 京都市 右京区                      | 京都市 右京区            | 昭和51年 京都市西京区に分区 | 京都市 西京区   | 京都市   |
| 久我村              | 久我村                           | 昭和25年12月1日 京都市伏見区に編入 | 京都市 伏見区                      | 京都市 伏見区            | 京都市 伏見区               | 京都市 伏見区   | 京都市   |
| 羽束師村            | 羽束師村                         | 昭和25年12月1日 京都市伏見区に編入 | 京都市 伏見区                      | 京都市 伏見区            | 京都市 伏見区               | 京都市 伏見区   | 京都市   |
| 淀村                | 昭和11年2月11日 久世郡淀町に編入 | 久世郡 淀町                        | 昭和32年 京都市伏見区に編入        | 京都市 伏見区            | 京都市 伏見区               | 京都市 伏見区   | 京都市   |

## 行政
歴代郡長
| 代 | 氏名 | 就任年月日                | 退任年月日                | 備考                   |
| -- | ---- | ------------------------- | ------------------------- | ---------------------- |
| 1  |      | 明治11年（1879年）4月10日 |                           |                        |
|    |      |                           | 大正15年（1926年）6月30日 | 郡役所廃止により、廃官 |